# Jazz (luchadora)
Carlene Denise Moore-Begnaud (Lafayette, Luisiana; 27 de agosto de 1973) es una luchadora profesional estadounidense retirada, más conocida como Jazz su nombre en el ring. Es conocida por su paso por Extreme Championship Wrestling y en World Wrestling Federation / Entertainment, donde obtuvo dos veces el WWE Women's Championship

## Vida personal
En la escuela secundaria jugó baloncesto, sin embargo, una fractura en el tobillo puso fin a su carrera en el baloncesto.

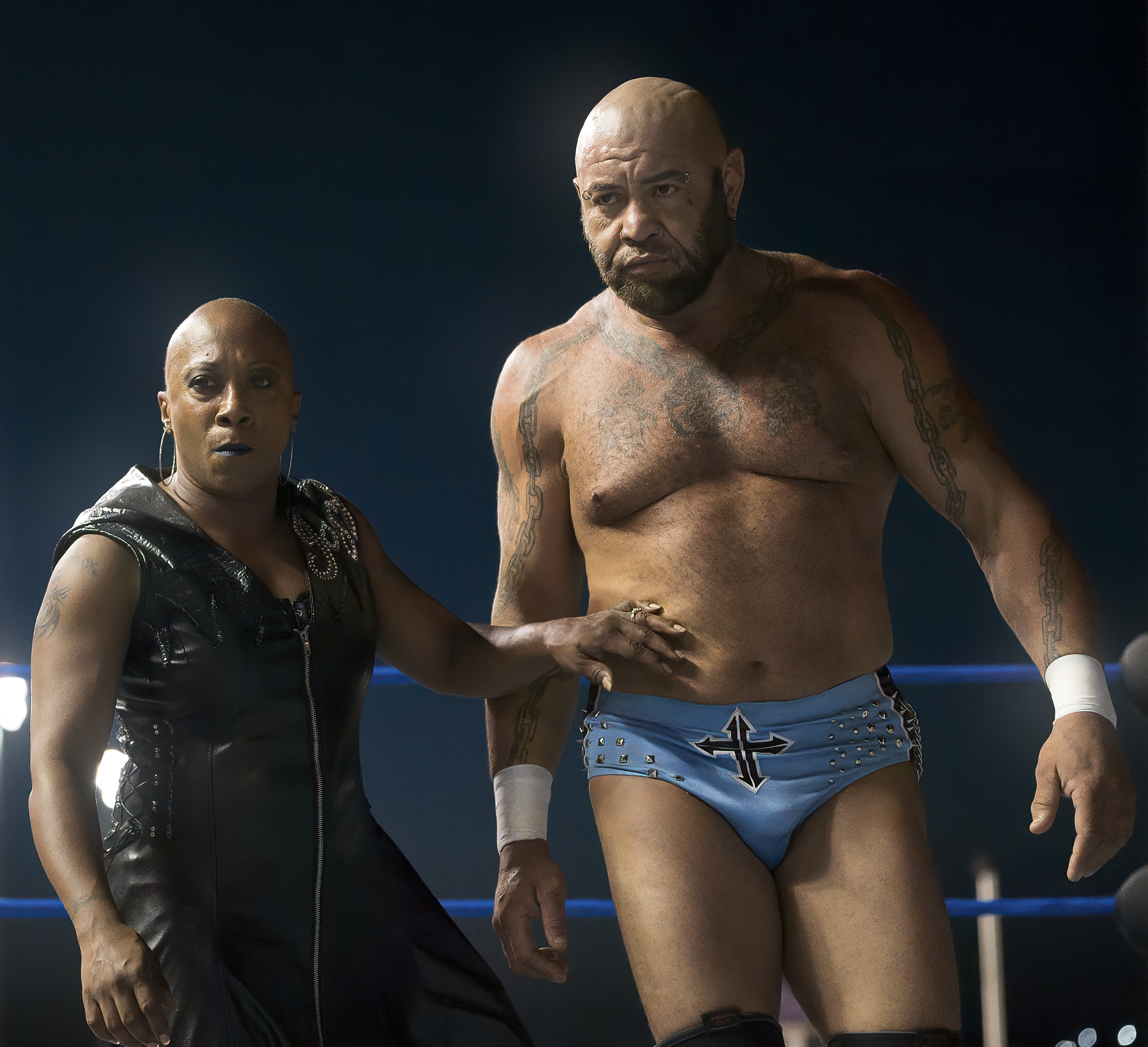
Jazz está casada con el luchador profesional Rodney Mack

Está casada con Rodney Begnaud, quien también compitió en la WWE. Ellos juntos viven en Lafayette, Luisiana. Juntos tuvieron dos hijas gemelas llamadas Summer y Sky. Es propietaria de un gimnasio de fitness. Dirige una escuela de lucha libre profesional llamada La Perrera. En 2010 dio una conferencia pública en Womens Superstars Uncensored y en 2011 fue incluida al Salón de la Fama de la misma .

## Carrera

### Extreme Championship Wrestling (1999-2000)
Después de abandonar la universidad, Begnaud acerca de cómo iniciar una carrera como luchadora profesional y se unió a una escuela de lucha libre en Luisiana. Ella se inspiró originalmente para ser un luchador cuando vio a Jacqueline realizar su trabajo de luchadora.  Ella estuvo entrenando dentro de seis a ocho meses en el cual después debutó en la ECW en una lucha contra Jacqueline.
Utilizando el nombre de Jazzmine, continuó su carrera Extreme Championship Wrestling como parte de una alianza llamada El Impacto de los Jugadores , que incluye luchadores como Lance Storm. Más tarde, comenzó una pelea con Jason y lo derrotó a Heatwave en 1999. Ella apareció en forma aleatoria en combates tanto individuales como en parejas en peleas contra Mickie James y Molly Holly antes de dejar la empresa.

### World Wrestling Federation/Entertainment (2001-2004)
A finales de 2001, la World Wrestling Federation, comenzó a mostrar interés en esta, con la cual firmó un contrato de desarrollo y siendo enviada a la Ohio Valley Wrestling durante seis meses para completar su entrenamiento luchistico. Debutó en la WWF, bajo el nombre de Jazz en el Survivor Series en un Six Pack Challenger Match por el Campeonato Femenino de la WWF (debido al retiro de Chyna) frente a Lita, Ivory, Jacqueline, Molly Holly y Trish Stratus ganando esta última al cubrir a Ivory. Después del combate, esta atacó a Stratus comenzando un feudo con esta. Luego de que Stratus defendiera su título frente a Molly Holly y reteniéndolo, esta entró atacando a las dos. Este feudo las llevó a enfrentarse en Royal Rumble por el Campeonato Femenino de la WWF pero fue derrotada. Sin embargo, el 4 de febrero, en RAW, esta derrotó a Stratus ganando el Campeonato Femenino de la WWF por primera vez en su carrera. Días después la WWF realizó el cambio de nombre a World Wrestling Entertainment/WWE cambiando así el nombre del campeonato a Campeonato Femenino de la WWE. El feudo con Stratus se prolongó durante meses haciendo defensas exitosas contra Stratus y Ivory. El 13 de mayo, en RAW, se enfrentó a Stratus y Stevie Richards en un Hardcore Match por el Campeonato Femenino de la WWE en la que obtuvo la derrota ganando Stratus el campeonato. En esta batalla sufrió una lesión en la rodilla lo que la llevó a cirugía y manteniéndola fuera de serie el resto del 2002. 
Jazz regresó a principios de 2003 y se vio involucrada en una pelea de Trish Stratus y Victoria. De inmediato sacó Stratus y dominado en los combates durante las grabaciones de RAW en las peleas de Jacqueline y Molly Holly . Ella compitió en un Triple threat match en WrestleMania XIX contra Trish Stratus y Victoria por el campeonato femenino, pero Stratus se llevó el título. Durante este tiempo, ella tomó a los servicios de gestión de Teddy Long , lo que condujo a su segundo reinado del Campeonato Femenino de la WWE derrotando a Stratus en Backlash.Mantuvo el título durante varios meses, pero lo perdió en un Battle Royal participando Victoria, Jacqueline, Trish Stratus, Molly Holly, Ivory y la debutante Gail Kim ganando esta última el título. En realidad, ella tenía un hombro dislocado y astillas y necesitó varias semanas para rehabilitarse. Ella regresó de una lesión a principios de 2004, pero fue utilizado con moderación. Más tarde ese año, se convirtió en gerente y ayuda de cámara de su marido en la vida real Rodney Mack. Ella salió de la WWE en noviembre de 2004 debido a la falta del departamento creativo de ideas para su personaje.

### Circuito independiente (2005-2006)
Del 16 de enero de 2005 se comenzó a trabajar en el circuito independiente y apareció en el show reunión no oficial de ECW, regresando  a Casa Hardcore. A finales de 2005, Jazz y Rodney Mack abrió Dirtysouth Championship Wrestling, una promoción independiente con sede en Luisiana. Participó en luchas extremas femeninas derrotando en las mayorías de los combates , y donde ganó el Campeonato Mundial Peso Pesado de la compañía en mayo de 2005.
En 2006, esta y Mack se vieron obligados a cambiar el nombre de DCW a downsouth Championship Wrestling debido a problemas de derechos de autor. Poco después de cambiar el nombre de la promoción, Jazz ganó en su promoción el campeonato del estado de Luisiana. Más tarde ese mismo mes el 24 de junio, participó en ChickFight V y se estrenó en todos los Pro Wrestling.

### World Wrestling Entertainment (2006-2007)
A mediados de 2006, Begnaud fue uno de los alumnos contratados para competir en la WWE en la ECW, la nueva versión de la promoción . Hizo su primera aparición como parte de la nueva ECW en la WWE vs ECW el 7 de junio, donde se enfrentó a la actual Campeona Femenina Mickie James siendo derrotada. Sin embargo, no siguió un papel en la pantalla de la marca y sólo hizo algunas apariciones en la ECW consiguiendo victorias sobre las luchadores actuales en ese momento. Se quedó bajo contrato con la WWE hasta el 18 de enero de 2007 cuando, junto con su esposo y varios otros luchadores, fueron puestos en libertad por la WWE, hizo una aparición en Vengeance 2007 derrotando a Victoria.

### Circuito independiente (2007-2020)
En 2007, ella y su esposo fueron a Francia para competir en Queens of Chaos derrotando en numerosas ocasiones a luchadores en maneras individuales. Debutó en Women's Superstars Uncensored a principios de 2009, en Nueva Jersey debutando en el ring derrotando a Mercedes Martínez. Después se enfrentó a Mercedes Martínez por el Campeonato WSU sin victoria. En el 2011 fue ingresada en el Womens Superstars Uncensored Hall of Fame junto a Ivory y Luna Vachon.

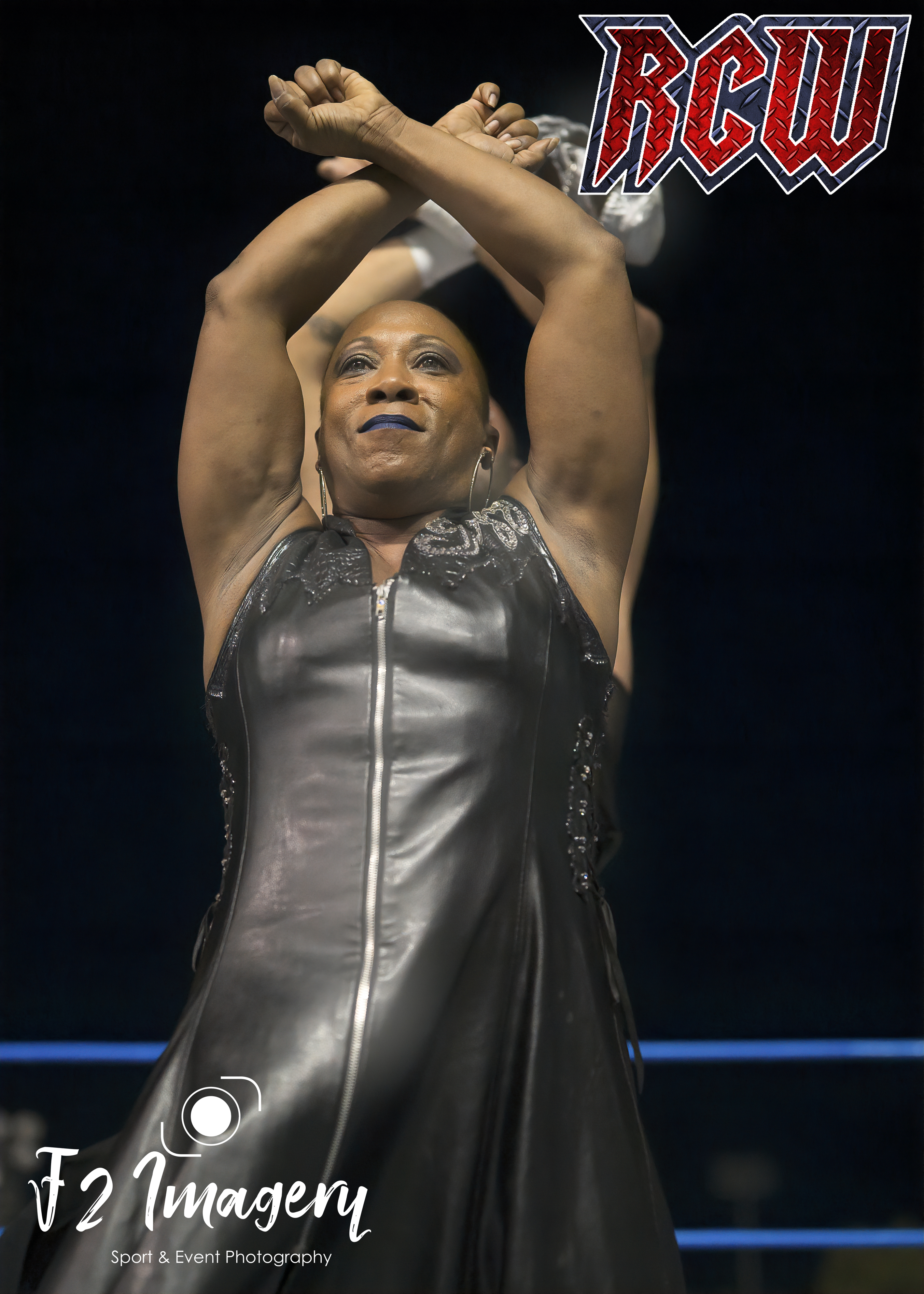
Jazz en 2019.

### All Elite Wrestling (2019)
El 31 de agosto de 2019, Jazz hizo una aparición especial en el evento de All Out de All Elite Wrestling en el pre-show en el Women's Casino Battle Royale por una oportunidad por el Campeonato Mundial Femenino de AEW donde fue eliminada por Nyla Rose.

### Impact! Wrestling (2020-2021)
Jazz salió del retiro para ser la compañera misteriosa de Jordynne Grace en el Impact! del 24 de noviembre, derrotando a Killer Kelly & Renee Michelle en la primera ronda del Torneo por los Campeonatos en Parejas de las Knockouts de Impact!, pasando a las SemiFinales, en el Impact! del 5 de enero, junto a Jordynne Grace se enfrentaron a Havok & Nevaeh en la Semifinal del Torneo por los Campeonato en Parejas de las Knockouts de Impact!, sin embargo perdieron, después del combate en backstage, Jazz le pidió disculpas por perder el combate ofreciendole que se enfrenten ambas en Genesis, a lo cual Grace aceptó. En Genesis, se enfrentó a Jordynne Grace, sin embargo perdió, después del combate ambas se abrazaron en señal de respeto.

### Regreso a National Wrestling Alliance (2021)
Regreso en el tributo dedicado a su carrera como luchadora profesional, llega acompañada de su marido, Rodney Mack. Jazz agradece al público y a las luchadoras que rodean el ring por el recibimiento. También agradece a Dios por darle el talento para trabajar frente a los fanes durante 25 años. Hay más agradecimientos, a aquellos que le dieron la plataforma para convertirla en un fenómeno, en "The Baddest Bitch". Jazz se acuerda de WWE, los cuales le dieron la oportunidad de convertirse en la última Campeona Femenina de WWF, la primera Campeona Femenina de WWE y la primera mujer afroamericana que llegó y salió de una WrestleMania con el título. Otras personas importantes fueron Paul. E (Paul Heyman) y Tommy Dreamer, aquella gente de ECW que creyó en ella y le dijeron que tenía todo el T&A que necesitaba: Talento y Habilidad (Talent & Ability). Jazz agradece a William Patrick Corgan por confiar en ella para ser Campeona Mundial de Mujeres durante 900 días. Hay mucha gente de la que se acuerda, pero no puede seguir sin mencionar a su marido. Desde el primer día supieron que lograrían salir hacia delante. Además, tenían una meta: llegar a ser de los mejores en el negocio. Le ha acompañado durante muchos problemas, es su mejor amigo, su terapeuta cuando estaba lesionada y siempre la animó para seguir luchando. La excampeona se acuerda de sus hijas, las cuales no han podido estar en el show. Jazz señala que lo único que ha querido es que sus hijas se sintieran orgullosas de ella. Siempre ha querido ser la mejor madre posible. Finalmente vuelve a acordarse de Corgan, el cual le ha dado la oportunidad de trabajar en la producción de encuentros con las grandes luchadoras de NWA. Afirma que quiere a todas las luchadoras y llama a Madusa, la cual es especial para ella. Jazz quiere cerrar con un último saludo a todos los fanes, terminando así su tributo.

## Campeonatos y logros
- Cauliflower Alley Club
  - Women's Wrestling Award (2020)[10]
- Downsouth Championship Wrestling

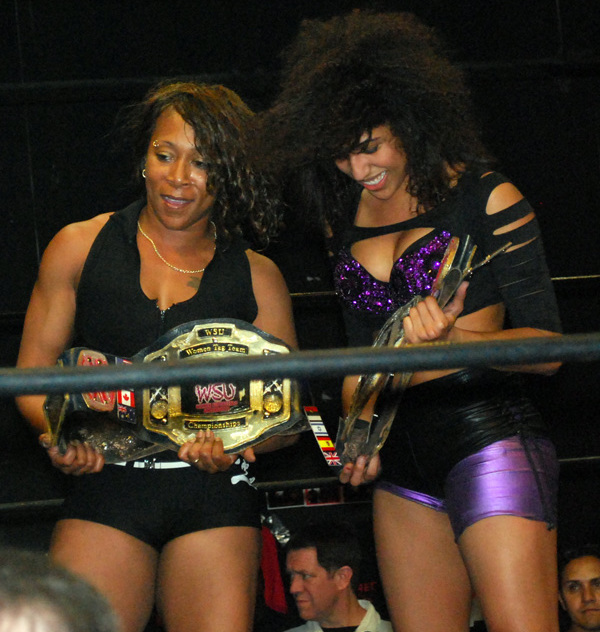
Jazz (izquierda) & Marti Belle como Campeonas en Parejas de WSU en marzo de 2011

  - DCW Louisiana State Championship (1 vez)[11]
- Heavy on Wrestling 
  - HOW Women's Championship (1 vez)[12]
- NWA Cyberspace
  - NWA Cyberspace Women's Championship (1 vez)[13]
- Southwest Wrestling Entertainment
  - SWE Women's Championship (1 vez)[14]
  - Hall of Fame (clase del 2020)[15]
- Texas Wrestling Hall of Fame
  - Clase del 2012
- Womens Superstars Uncensored
  - Women's Tag Team Championship (1 vez) - con Marti Belle
  - Hall of Fame (2011)

- National Wrestling Alliance/NWA Midwest
  - NWA World Women's Championship (1 vez)

- Women's Extreme Wrestling
  - WEW World Women's Championship (1 vez)

- World Wrestling Federation/Entertainment
  - WWF/E Women's Championship (2 veces)
- Pro Wrestling Illustrated
  - Situada en el Nº13 en el PWI Female 50 en 2012.[16]